# Halichoeres richmondi
Halichoeres richmondi är en fiskart som beskrevs av Fowler och Bean 1928. Halichoeres richmondi ingår i släktet Halichoeres och familjen läppfiskar. IUCN kategoriserar arten globalt som livskraftig. Inga underarter finns listade i Catalogue of Life.